# Adipoyldichlorid
Adipoyldichlorid ist eine chemische Verbindung aus der Gruppe der Carbonsäurehalogenide und ist das Säurechlorid der Adipinsäure.

## Gewinnung und Darstellung
Adipoyldichlorid kann durch Reaktion von Adipinsäure mit Thionylchlorid gewonnen werden.

## Eigenschaften
Adipoyldichlorid ist eine sehr schwer entzündbare, feuchtigkeitsempfindliche, braune Flüssigkeit mit unangenehmem Geruch, die sich in Wasser zersetzt. Bei Kontakt mit Wasser hydrolysiert die Verbindung unter Freisetzung säurehaltiger Dämpfe, die an Metalloberflächen Wasserstoff bilden.

## Verwendung
Adipoyldichlorid kann zur Herstellung von Nylon (bildet sich an der Grenzfläche von Adipoylchlorid und Hexamethylendiamin) und speziellen Flüssigkristallen verwendet werden.